# Evelyn Matthei

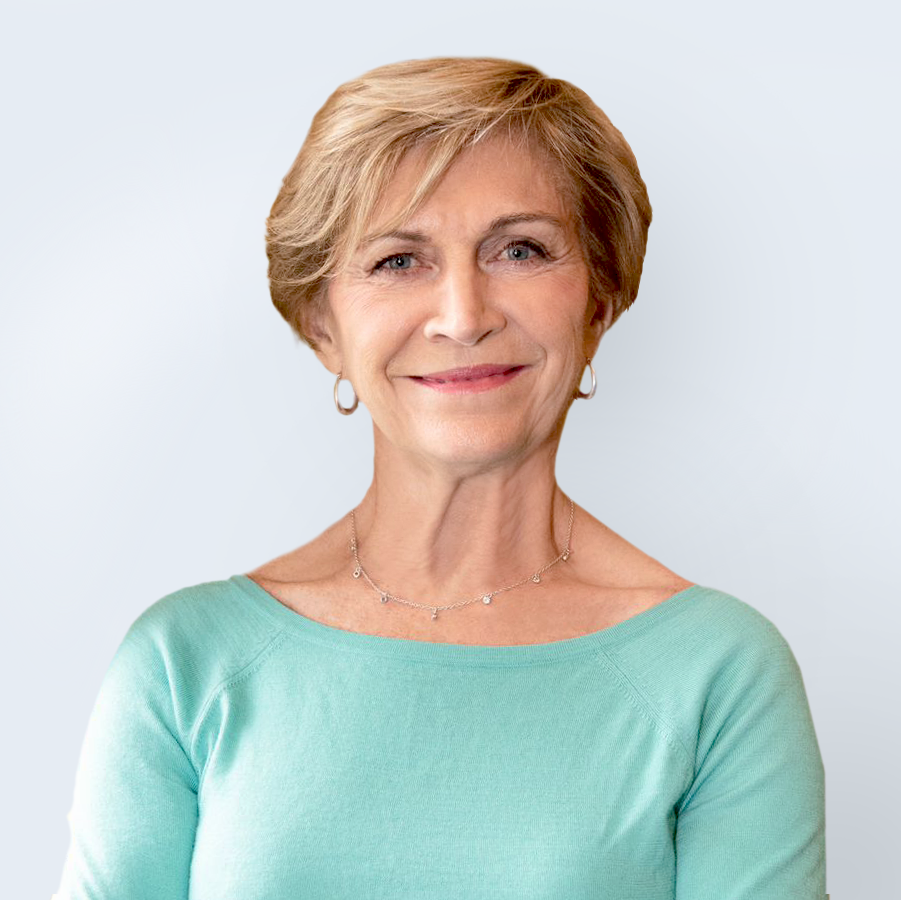
Evelyn Matthei (2024)

Evelyn Rose Matthei Fornet (* 11. November 1953 in Santiago de Chile) ist eine chilenische Ökonomin und Politikerin (UDI). Sie diente als Bürgermeisterin von Providencia zwischen 2016 und 2020.

## Leben
Evelyn Matthei, mit deutschen Wurzeln einer Einwandererfamilie aus Kassel und Angehörige der deutschen Minderheit in Chile, ist die älteste Tochter des Luftwaffengenerals Fernando Matthei und seiner Frau Elda. Sie wuchs teilweise in London auf, besuchte die deutsche Schule und lebte nach dem Putsch in Chile 1973 wieder in London. Sie studierte von 1974 bis 1978 Wirtschaftswissenschaften an der Päpstlichen Katholischen Universität von Chile, wo sie ab 1979 als Professorin tätig war. Zudem hatte sie Positionen in der Wirtschaft inne. Verheiratet ist sie mit dem Ökonomen Jorge Desormeaux.
In der chilenischen Legislative war sie Abgeordnete (1990–1994; 1994–1998) und Senatorin (1998–2011). Während ihrer parlamentarischen Arbeit war Matthei 2010 die erste chilenische Parlamentarierin, die dem Nationalkongress einen Gesetzentwurf zur therapeutischen Abtreibung in bestimmten Situationen vorlegte, etwa wenn der Fötus nicht mehr lebensfähig ist oder die Gefahr des Todes der Mutter in den ersten Schwangerschaftswochen besteht. Seit 1989 war in Chile jede Art von Schwangerschaftsabbruch verboten und galt unter allen Umständen als Straftat. Im Rahmen ihres anfänglichen Eintretens für die rechtliche Anerkennung von Lebenspartnerschaften für gleichgeschlechtige Paare und der nachfolgenden Anerkennung der Homo-Ehe hat sie sich ausdrücklich von der sozialkonservativen Leitung ihrer politischen Partei sowie von den traditionellen Werten der chilenischen politischen Rechten distanziert. In ihrer überzeugten antikommunistischen Rede, sie äußerte eine ausgesprochen kritische Haltung gegenüber dem Asyl von Erich Honecker in Chile und bezeichnete ihn im Zuge dessen im chilenischen Kongress als „den Schlachter Honecker“.
Unter Präsident Sebastián Piñera war sie bis Juli 2013 Ministerin für Arbeit und Soziales. Während ihrer Amtszeit von Januar 2011 bis Juli 2013 widmete sie sich der Entwicklung von Strategien zur signifikanten Senkung der Arbeitslosigkeit, insbesondere im Hinblick auf die volkswirtschaftlichen Auswirkungen des Erdbebens und Tsunamis im Jahr 2010. Bei der Präsidentschaftswahl 2013 kandidierte sie für das Wahlbündnis Alianza por Chile und erreichte mit rund 25 Prozent der Stimmen die Stichwahl. In der Stichwahl unterlag Matthei der bereits von 2006 bis 2010 regierenden Michelle Bachelet, die sich mit 62,2 Prozent der Stimmen durchsetzen konnte.
Im Oktober 2016 wurde sie mit 53,22 % der Stimmen zur Bürgermeisterin der Kommune Providencia gewählt. Bei den Wahlen im Mai 2021 wurde sie mit 54,86 % für eine zweite Amtszeit (2021–2024) wiedergewählt.